# 7,62x39mm

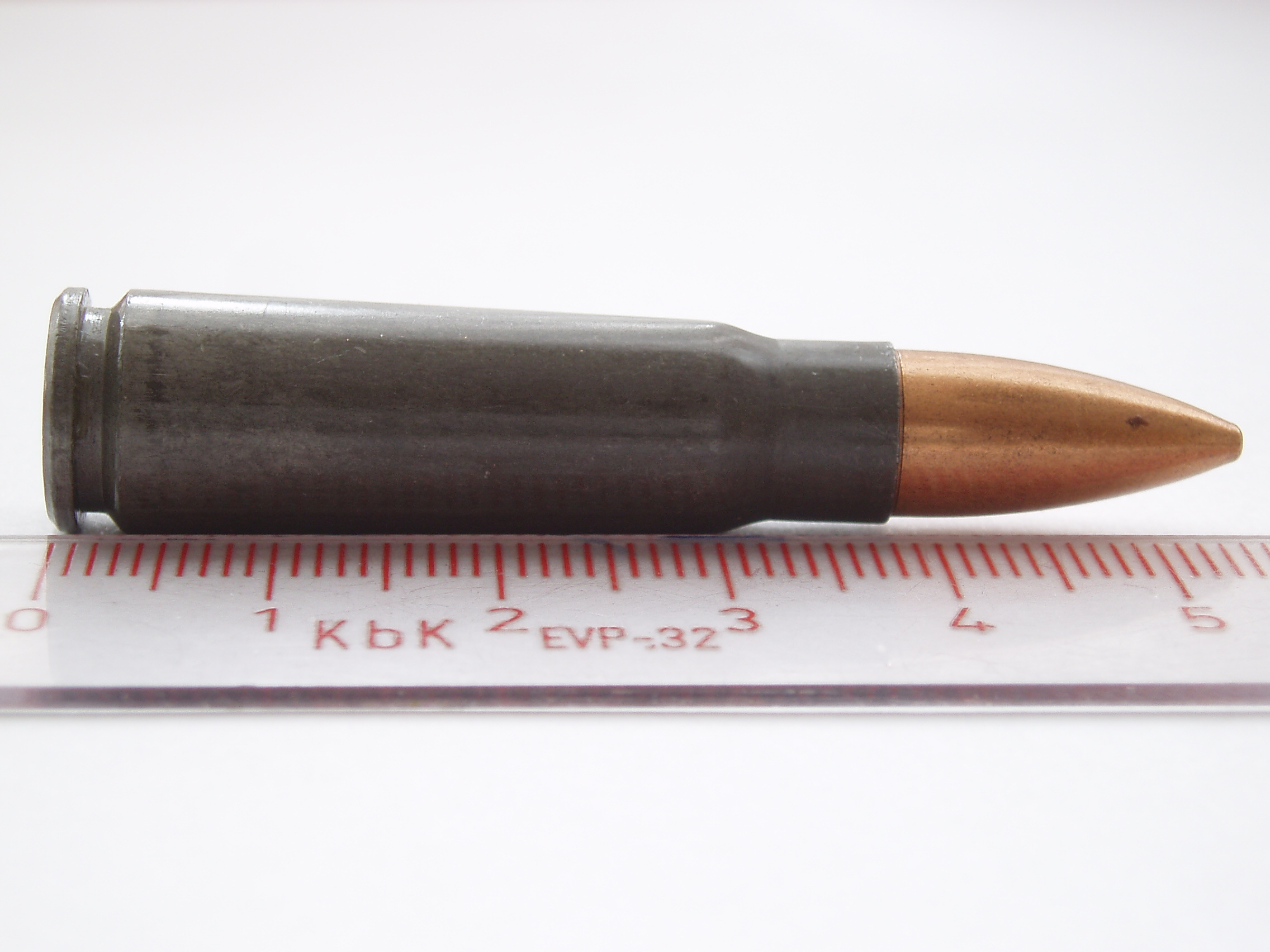
7,62x39

O 7,62×39mm é um cartucho de fuzil da União Soviética, a origem que foi projetado durante a Segunda Guerra Mundial. Foi usado pela primeira vez pelo RPD. Devido à proliferação mundial dos fuzis padrões SKS e AK-47, o cartucho é usado tanto por militares como por civis. Munição 7,62×39mm é supostamente testada para funcionar bem em temperaturas de 50° comprovando a sua utilidade no frio polar ou quente deserto.
O cartucho de 7,62×39 mm foi influenciado por uma variedade de desenvolvimentos estrangeiros, incluindo o alemão Mkb 42(H) e a carabina M1 dos E.U.A.
Pouco depois da guerra, o cartucho militar padrão mais difundido no mundo foi projetado para este fuzil: o AK-47. O cartucho permaneceu padrão dos soviético até a década de 1970, e ainda é um dos cartuchos de fuzil intermediário mais comuns utilizados em todo o mundo. Foi substituído em serviço russo pelo cartucho 5,45×39mm, que é usado pela edição corrente AK-74 e suas variações.

## História
O cartucho foi influenciado por uma variedade de produtos feitos em outros países, especialmente a bala experimental alemã GeCo 7,52x39 mm, e possivelmente pela 7,92x33 mm Kurz alemã ("kurz" significa "curto" em alemão). Posteriormente, um dos fuzis de combate mais conhecidos no mundo, o AK-47, foi criado, sendo utilizada esta munição. Seu substituto, o 5,45x39 mm é igual em poderio (devido a peculiar e duvidosa legalidade internacional em seu desenvolvimento) e mais controlável no fogo automático (devido ao seu baixo retrocesso), porém mais caro.
Em contraste com a 7,62 usada pela OTAN (7,62x51 mm), a 7,62 mm russa é menos potente, o que também significa menor alcance e letalidade, mas também menos retrocesso e tamanho. Quando a OTAN se deu conta destas vantagens, mudou para 5,56x45 mm. Menor e mais leve do que o russo, mas de alta velocidade (950 metros por segundo do 5,56 mm, em comparação com o 715 metros, do 7,62 mm russo). As características de letalidade dos dois cartuchos são aproximadamente semelhantes, com o 5,56 mm apresentando uma trajetória mais plana.